# 短尾枯叶侏儒避役属
短尾枯叶侏儒避役属（学名：Rieppeleon），也称雷普枯叶侏儒避役属，是变色龙科的一属。

## 下属物种
本属包括以下物种：
- Rieppeleon brachyurus (Günther, 1893)
- Rieppeleon brevicaudatus (Matschie, 1892)
- Rieppeleon kerstenii (Peters, 1868)

## 保育狀況
本属所有种均被列為《瀕危野生動植物種國際貿易公約》附錄二的物種，被限制出口及貿易。